# Jean Hill
Norma Jean Lollis Hill (11 de febrero de 1931 – 7 de noviembre de 2000) fue un testigo del asesinato de John F. Kennedy el 22 de noviembre de 1963 en Dallas, Texas. Se la conoce como «la mujer de rojo» por el chubasquero largo que llevaba ese día, tal como se observa en la película de Zapruder. En el filme de Oliver Stone sobre el atentado, Ellen McElduff interpretó su papel.
Jean Hill estaba con su amiga Mary Moorman en el costado opuesto al promontorio de hierba de la Plaza Dealey, y era una de las personas que más cerca estaba del presidente cuando fue alcanzado por varios disparos. En la película de Zapruder, Moorman aparece sacando fotografías, que según Hill fueron sustraídas y borradas posteriormente.
En el fotograma Z-313, en el que una bala impacta en la cabeza de Kennedy, Jean Hill estaba a unos 6,4 m a la izquierda y ligeramente detrás de su limusina.
Hill declaró ante la Comisión Warren que, después del asesinato, vio correr a un hombre desde las inmediaciones del depósito de libros hacia el área rodeada por una cerca de madera. Luego de observar a ese hombre, Hill atravesó la calle y se unió hacia una multitud que corrió hacia el promontorio de hierba cuando los disparos habían cesado.

La señora Jean L. Hill afirmó que después del fin del tiroteo, vio a un hombre blanco con un abrigo y un sombrero marrón corriendo en dirección oeste desde el edificio del depósito hacia las vías del tren. Desde entonces ella ha afirmado que al ver la foto de Jack Ruby tras asesinar a Lee Harvey Oswald ha pensado que ese hombre era el que vio corriendo. En la película de Zapruder, se puede ver que ella estaba mirando claramente en dirección al depósito de libros, mientras que la posición del presidente, a la derecha y delante de ella, refuerza la versión de que ella miraba a alguien corriendo justo tras el asesinato. No hay ningún otro testigo que afirme haber visto a un hombre corriendo hacia las vías del tren. El examen de todas las películas grabadas en el área durante el tiroteo, el análisis de los interrogatorios a personas que se hallaban cerca del lugar de los disparos y las entrevistas con miembros de la oficina del jefe de policía del condado de Dallas no han logrado confirmar los indicios sugeridos por la Sra. Hill, ni han revelado la identidad del hombre descrito por ella." 
(Informe de la Comisión Warren, pág. 640.

En la declaración de Jean Hill ante la Comisión Warren, ella afirmó que ese 22 de noviembre, un agente del servicio secreto le dijo inmediatamente después del atentado que otro agente que vigilaba desde el juzgado había visto un impacto de bala «a mis pies» y sacudió las esquirlas con el pie.
Hill es uno de los testigos que afirmó haber visto indicios de humo procedentes de un extremo de la cerca de madera en los momentos inmediatamente posteriores al atentado, aunque no hizo ninguna referencia al respecto cuando declaró ante la Comisión sobre la zona del promontorio (declaración que posteriormente ha tachado de «inventada» por la comisión, en su libro The Last Dissenting Witness). Algunos autores señalan que Hill nunca declaró públicamente haber visto fuego de un arma o humo.
Durante su testimonio ante la comisión investigadora, también afirmó que mientras la comitiva se aproximaba a su posición, le pareció ver lo que pensó que era un pequeño perro blanco entre el presidente Kennedy y su mujer. Tal como se aprecia en el diverso material documental registrado en el Love Field, la señora Kennedy había recibido un pequeño ramo de crisantemos blancos que dejó en el asiento durante el trayecto junto a otro ramo de rosas rojas. Otra película muestra a Jacqueline Kennedy recibiendo un corderito de peluche que dejó en la limusina poco antes del inicio del desfile.
Muchas de sus declaraciones han sido discutidas, aunque la mayoría de los que sospechan una conspiración la consideran un testigo fiable. También afirmó que Jack Ruby estaba en la plaza Dealey, pese a que la mayoría de testigos lo sitúan en las oficinas del Dallas Morning News.
Hill siempre se consideró una sobreviviente, después de que otros testigos del asesinato muriesen al poco en circunstancias supuestamente misteriosas. También denunció varios intentos de asesinarla, aunque ninguno de ellos fue confirmado oficialmente. Expresó sus puntos de vista sobre el asesinato en The Last Dissenting Witnees (1992), del que es coautora.